# Osicala
Osicala è un comune del dipartimento di Morazán, in El Salvador.

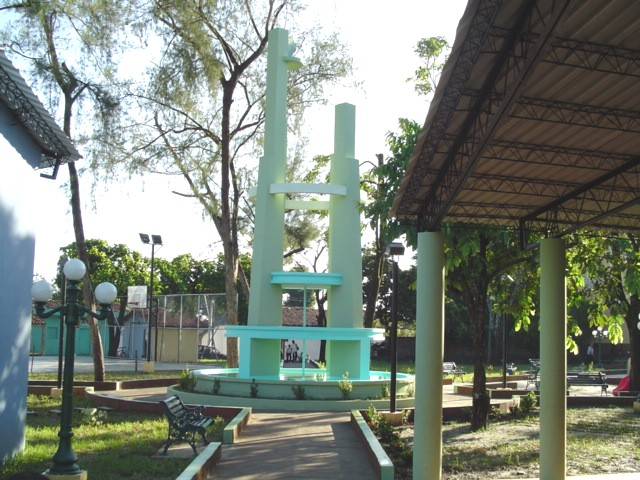
Vista del parco centrale di Osicala